# Ponç Pilat

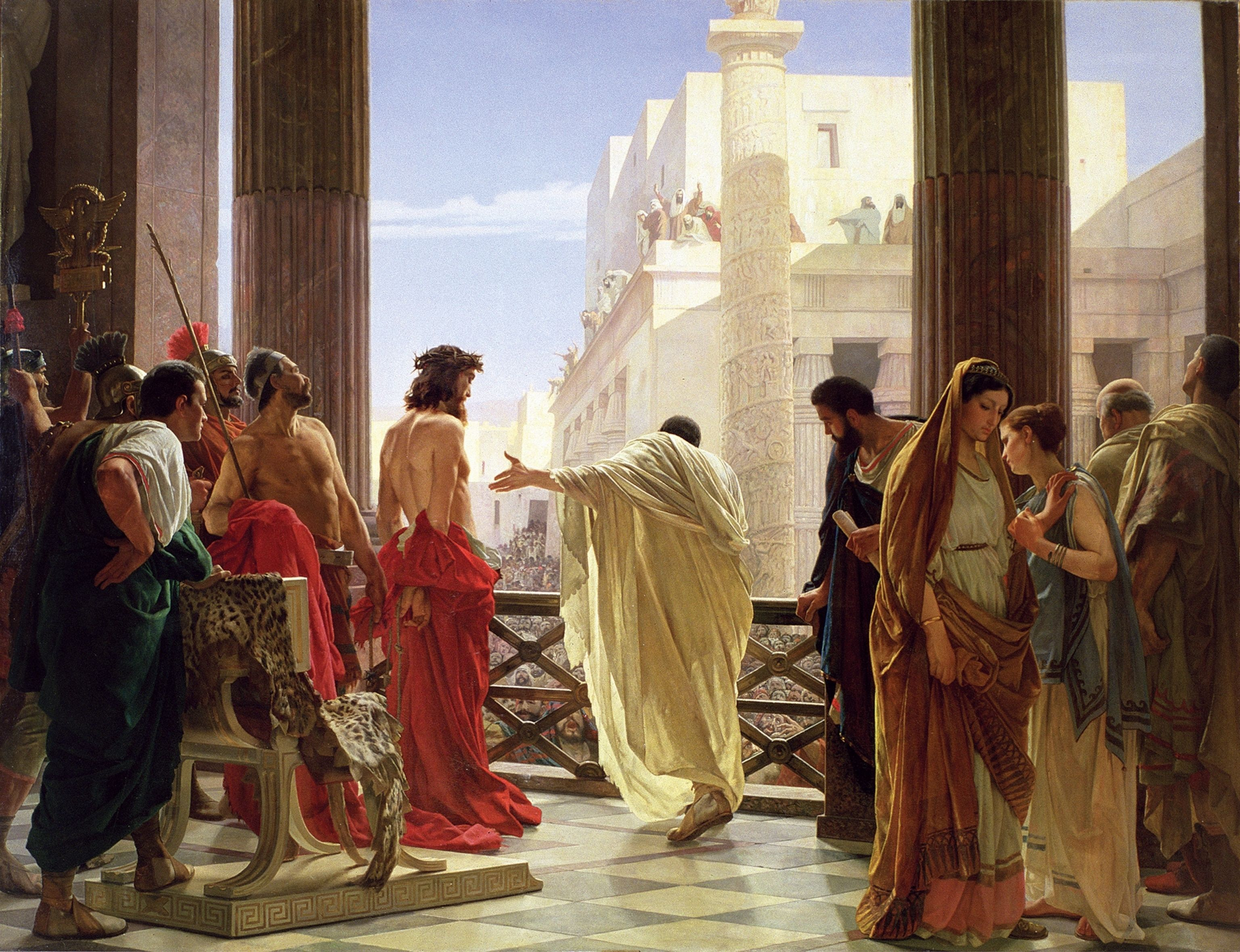
Ecce Homo, obra d'Antonio Ciseri, que representa Ponç Pilat mostrant Jesús al poble després de ser assotat.

Ponç Pilat (en llatí Pontius Pilatus) va ser el cinquè governador de la província romana de Judea, successor de Valeri Grat, que va servir sota l'autoritat de l'emperador Tiberi des del 26/27 fins al 36/37 dC. És conegut sobretot per ser el funcionari que va presidir el judici de Jesús i finalment va ordenar la seva crucifixió.La importància de Pilat en el cristianisme es veu subratllada pel seu lloc destacat tant en el Credo dels Apòstols com en el Credo de Nicea. Com que els evangelis mostren Pilat com a reticent a executar Jesús, l'Església Ortodoxa Etíop creu que Pilat es va convertir al cristianisme i el venera com a màrtir i com a sant, una creença que històricament comparteix l'Església Copta,  amb una festa el 19 o el 25 de juny, respectivament.
Tot i que Pilat és el governador de Judea més ben documentat, han sobreviscut poques fonts sobre el seu govern. No se sap res de la seva vida abans que fos governador de Judea, i no se sap res de les circumstàncies que van conduir al seu nomenament al govern. Les monedes que va encunyar han sobreviscut, així com una única inscripció, l'anomenada pedra de Pilat. L'historiador jueu Flavi Josep, el filòsof Filó d'Alexandria i l'Evangeli de Lluc esmenten incidents de tensió i violència entre la població jueva i l'administració de Pilat. Molts d'aquests incidents impliquen que Pilat va actuar de maneres que van ofendre la sensibilitat religiosa dels jueus. Els evangelis cristians indiquen que Pilat va ordenar la crucifixió de Jesús en algun moment durant el seu mandat; Flavi Josep i l'historiador romà Tàcit també registren aquesta informació.
Segons Flavi Josep, Pilat va ser destituït del seu càrrec perquè va reprimir violentament un moviment armat samarità al mont Gerizim. Va ser enviat de tornada a Roma pel llegat de Síria per respondre d'aquest incident davant de Tiberi, però l'emperador va morir abans que Pilat arribés a Roma. No se sap res del que li va passar després d'aquest esdeveniment. A partir d'esdeveniments documentats pel filòsof pagà del segle II, Cels, i l'apologista cristià Orígenes, la majoria dels historiadors moderns creuen que Pilat simplement es va retirar després de la seva destitució. Els historiadors moderns tenen diferents valoracions sobre l'eficàcia del govern de Pilat. Alguns creuen que va ser un governant particularment brutal i ineficaç, altres creuen que el seu llarg període en el càrrec implica una competència raonable. Segons una teoria destacada posterior a la Segona Guerra Mundial, el maltractament dels jueus per part de Pilat va ser motivat per l'antisemitisme, però la majoria dels historiadors contemporanis no accepten aquesta teoria.
A l'antiguitat tardana i a l'alta edat mitjana, Pilat es va convertir en el centre de gran part dels escrits apòcrifs del Nou Testament que ampliaven el seu paper en els evangelis, el cicle de Pilat. Segons la regió les actituds eren diferents. En textos de l'Imperi Romà d'Orient, Pilat va ser retratat com una figura positiva. Ell i la seva dona són retratats com a conversos cristians i de vegades com a màrtirs. En els textos cristians occidentals, en canvi, va ser retratat com una figura negativa, amb tradicions que atribueixen la seva mort al suïcidi. Pilat també va ser el centre de nombroses llegendes medievals, que van inventar una biografia completa per a ell i el van retratar com a malvat i covard. Moltes d'aquestes llegendes connectaven el lloc de naixement o mort de Pilat amb llocs particulars de l'Europa occidental, com ara afirmar que el seu cos va ser enterrat en una zona local particularment perillosa o maleïda.
Pilat ha estat sovint tema de representació artística. L'art medieval sovint retrata escenes de Pilat i Jesús, habitualment en l'escena on es renta les mans de la culpa per la mort de Jesús. En l'art de la Baixa Edat Mitjana i el Renaixement, Pilat sovint es representa com a jueu. Té un paper important en les obres sobre la passió medievals, on sovint és un personatge més destacat que Jesús. La seva caracterització en aquestes obres varia molt, des de ser feble i coaccionat per crucificar Jesús fins a ser una persona malvada que exigeix la crucifixió de Jesús. Entre els autors moderns que destaquen Pilat a les seves obres hi ha Anatole France ( Le Procurateur de Judée ), Mikhaïl Bulgàkov i Chingiz Aitmatov, i la majoria dels tractaments moderns de Pilat daten de després de la Segona Guerra Mundial. Pilat també ha estat retratat sovint al cinema.

## Llegat

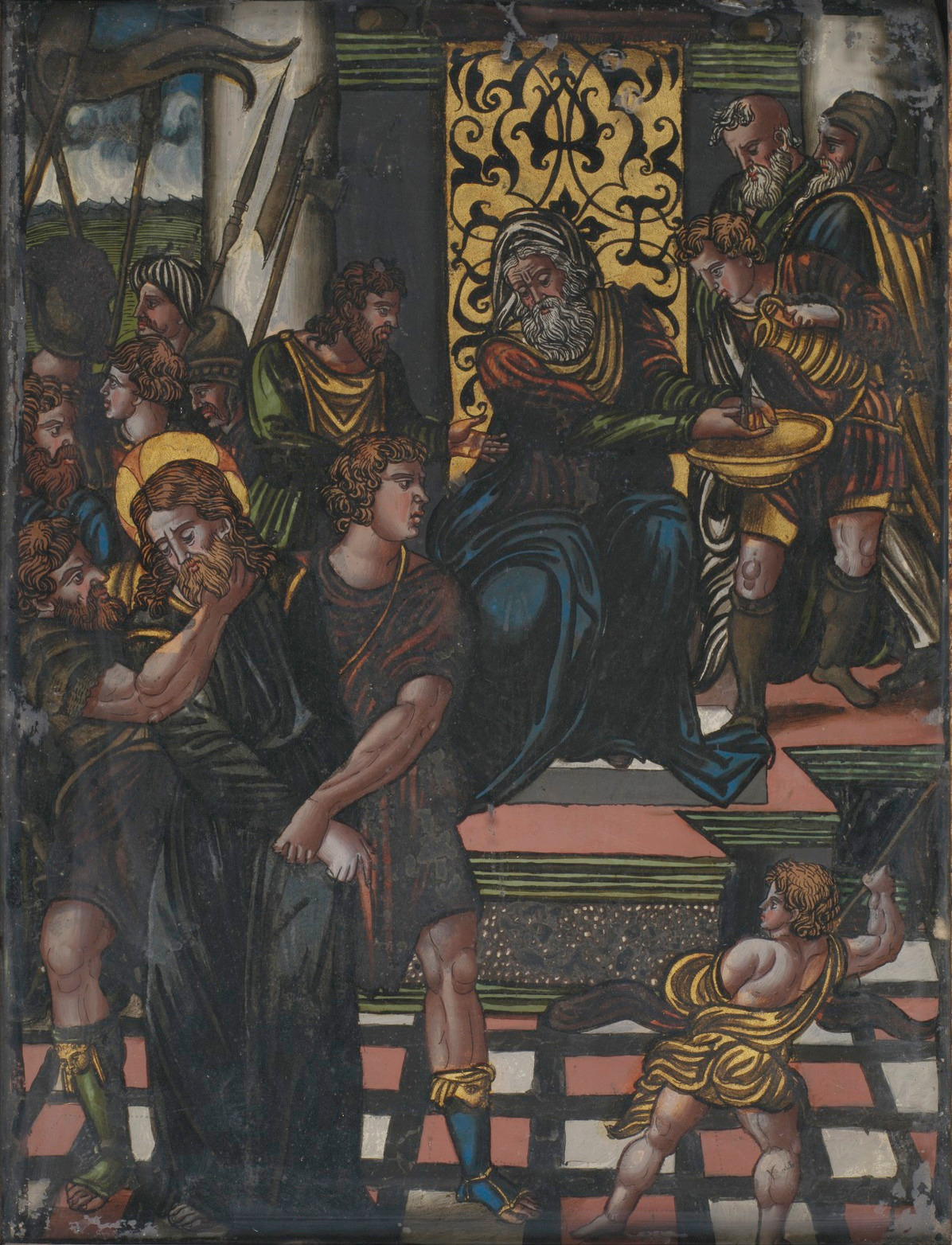
Crist davant Pilat, segles XVI-XVII

Tant el Credo de Nicea com el Credo dels Apòstols esmenten la participació de Ponç Pilat en la crucifixió. El Credo dels Apòstols afirma que Jesús «va patir sota Ponç Pilat, va ser crucificat, va morir i va ser enterrat». El Credo de Nicea afirma «Per nosaltres [Jesús] va ser crucificat sota Ponç Pilat; va patir la mort i va ser enterrat». Molts cristians reciten aquests credos setmanalment. Pilat és l'única persona, a més de Jesús i Maria, que s'esmenta pel seu nom als credos. La menció de Pilat als credos serveix per marcar la passió com un esdeveniment històric.
És venerat com a sant per l'Església Ortodoxa Etíop, que en celebra la festivitat el 19 de juny,  i històricament va ser venerat per l'Església Copta, amb una festa el 25 de juny. 
La imatge de Pilat rentant-se les mans de la responsabilitat per la mort de Jesús a Mateu 27:24 és una imatge que es troba habitualment en l'imaginari popular, i és l'origen de l'expressió catalana rentar-se'n les mans, que significa rebutjar tota implicació o responsabilitat per alguna cosa. Parts del diàleg atribuït a Pilat a l'Evangeli segons Joan s'han convertit en dites particularment famoses, citades sobretot a la versió llatina de la Vulgata. Aquests inclouen Joan 18:35 ( numquid ego Iudaeus sum? "Sóc jueu?"), Joan 18:38 ( Quid est veritas? ; «Què és la veritat?»), Joan 19:5 ( Ecce homo, «Aquí teniu l'home!», Joan 19:14 ( Ecce rex vester, "Heus aquí el vostre rei!"), i Joan 19:22 ( Quod scripsi, scripsi, «El que he escrit, escrit està»).

### Estudis acadèmics
Les principals fonts antigues sobre Pilat ofereixen punts de vista molt diferents sobre el seu govern i la seva personalitat. Filó és hostil, Josep majoritàriament neutral, i els Evangelis "relativament amigables". Això, combinat amb la manca general d'informació sobre el llarg període de Pilat al càrrec, ha donat lloc a una àmplia gamma d'interpretacions per part d'estudiosos moderns.
A partir de les moltes ofenses que Pilat va causar a la població de Judà, alguns estudiosos consideren que Pilat va ser un governant particularment dolent. El diputat Charlesworth argumenta que Pilat era «un home el caràcter i la capacitat del qual estaven per sota dels d'un funcionari provincial ordinari […] en deu anys havia acumulat errors rere errors en el seu menyspreu i incomprensió del poble que havia estat enviat a governar».  Tanmateix, Paul Maier argumenta que el llarg mandat de Pilat com a governador de Judea indica que devia ser un administrador raonablement competent, mentre que Henry MacAdam argumenta que «entre els governadors jueus anteriors a la Guerra Jueva, Pilat ha de ser considerat com més capaç que la majoria». Altres estudiosos han argumentat que Pilat simplement era culturalment insensible en les seves interaccions amb els jueus i, d'aquesta manera, un funcionari romà típic.
A partir de Stauffer el 1948, alguns estudiosos han argumentat, basant-se en el seu possible nomenament per Luci Eli Sejà, que les ofenses de Pilat contra els jueus van ser dirigides per Sejà per odi als jueus i el desig de destruir la seva nació, una teoria recolzada per la imatgeria pagana de les monedes de Pilat. Segons aquesta teoria, després de l'execució de Sejà l'any 31 dC i les purgues dels seus partidaris per part de Tiberi, Pilat, amb por de ser destituït, es va tornar molt més cautelós, cosa que explica la seva actitud aparentment feble i vacil·lant durant el judici de Jesús. Helen Bond argumenta que «donada la història dels dissenys pagans al llarg de l'encunyació de moneda jueva, particularment d'Herodes i Grat, les monedes de Pilat no semblen ser deliberadament ofensives»,  i que les monedes ofereixen poques proves de cap connexió entre Pilat i Sejà.  Carter assenyala que aquesta teoria va sorgir en el context de les conseqüències de l'Holocaust, que les proves que Sejà era antisemita depenen completament de Filó, i que "la majoria dels estudiosos no estan convençuts que sigui una imatge precisa o justa de Pilat".